# Greatest Hits (The Jackson 5)
Greatest Hits fu la prima raccolta di successi dei Jackson 5, pubblicata dalla Motown nel dicembre del 1971. 

## Descrizione
Dopo una serie di album e singoli di grande successo, a partire dal loro primo album in studio Diana Ross Presents the Jackson 5 del 1969 fino ad arrivare all'album live Goin' Back to Indiana del 1971, la Motown decise che era giunto il momento di pubblicare una compilation con i maggiori successi dei fratelli fino ad allora, con l'aggiunta della canzone inedita Sugar Daddy, che venne pubblicata come singolo e raggiunse la top 10, insieme a successi come I Want You Back e I'll Be There. Una versione quadrifonica dell'album è stata pubblicata in Giappone nel 1975 (questa versione è stata successivamente ripubblicata come conversione a stereo su un LP nel novembre 2019), segnando la prima e unica uscita del materiale della band in audio surround.

## Tracce
1. I Want You Back – 3:03
2. ABC – 2:56
3. Never Can Say Goodbye – 2:57
4. Sugar Daddy – 2:34
5. I'll Be There – 3:59
6. Maybe Tomorrow – 4:41
7. The Love You Save – 3:01
8. Who's Lovin' You – 4:05
9. Mama's Pearl – 3:09
10. Goin' Back to Indiana – 3:32
11. I Found That Girl – 2:57